# Довгань Ілона Леонідівна
Іло́на До́вгань — українська журналістка, телеведуча та громадська діячка.

## Біографія
Народилася 11 січня 1976 року у місті Комсомольськ на Полтавщині. Закінчила магістратуру Інституту журналістики КНУ імені Тараса Шевченка та курси Інтерньюз «Україна».
З 1995 року працює на телебаченні. Починала як дикторка на Комсомольському телебаченні ТРК «ГОК ТВ». Пізніше — журналістка новин, ведуча інформаційно-публіцистичних програм, круглих столів; регіональна кореспондентка часопису «Партнери» (фундація Україна-США), радниця міського голови з інформаційних питань.
З 1998 по 2001 рік була регіональною кореспонденткою ТСН на телеканалі «1+1».
У травні-червні 2001 року стажувалася у США за програмою Партнерство громад фундація «Україна-США» (USAID) за напрямками: інформаційна політика, залучення громадян, стратегічний план розвитку міста.
У 2002 році стала наймолодшою депутаткою Комсомольської міської ради, членкиня комітету зі створення стратегічного плану міста (керівниця групи зв'язків з громадськістю).
У 2003 році була редакторкою ток-шоу «Життя прекрасне» та журналісткою «Запитайте у лікаря» на Новому каналі. Згодом була ведучою новин на ТРК «Київ».
З 2004 по 2007 рік працювала на телеканалі НТН ведучою новин, програм-інтерв'ю з політиками «Вчасно про головне», тижневика «Вчасно-підсумки», виборчих телемарафонів.
Номінувалась на премію «Людина року» в галузі найкращий журналіст електронних ЗМІ.
З 2007 по 2010 рік на телеканалі «1+1». Працювала ведучою ТСН, а також у виборчому проекті «Тільки про головне», «Сніданку з 1+1», суспільно-політичних телемарафонах. У травні 2010 року разом з колегами підписала лист проти цензури на каналі, який підтримали журналісти з телеканалу СТБ та сотні інших медійників, унаслідок чого утворився рух «Стоп цензурі!».
У 2008 році була випускницею проєкту «Аспен — Україна», що проводить Фонд Віктора Пінчука у співпраці з Інститутом ASPEN (США).
У 2009 році була випускницею Української Школи Політичних Студій, член Ради випускників. Літній Університет демократії при Раді Європи (Страсбург).
У червні-липні 2010 року навчалася у Московській школі політичних досліджень.
У 2010 році була співзасновницею та ідеологинею громадського проекту «Школа для студентів-лідерів „Покоління 2020“», що реалізується коштом його засновників.
У 2011 році створення та проведення «Медіашколи» для молодих журналістів України (за підтримки «Телекритики» та Фонду Гайнріха Бьолля).
З 2011 по 2013 рік на телеканалі ТВі. Ведуча новин, телемарафонів, політично-публіцистичної програми «Вчасно про головне». Після непрозорого продажу каналу, конфлікту між колективом та новим керівництвом пішла з каналу разом з колективом.
З 2013 по 2017 рік була ведучою на Громадському радіо.
У 2014 році була авторкою проєкту «Перезавантаження по-європейськи» [Архівовано 27 березня 2016 у Wayback Machine.]. Спільний проєкт каналу ICTV та Благодійного фонду відомого мецената Богдана Гаврилишина. Проєкт включає низку репортажів [Архівовано 1 квітня 2016 у Wayback Machine.] про зміни в інших країнах, реформи, цікаві ініціативи, досвід, який може бути прикладом для України. Також за результатами поїздок було зроблено шість програм з різних країн про участь української молоді в проекті «Молодь змінить Україну [Архівовано 5 квітня 2016 у Wayback Machine.]», який реалізує і фінансує Благодійний фонд Богдана Гаврилишина.
У 2014 році після отримання напрямку на суспільне мовлення стала ведучою новин на Першому національному телеканалі, який 7 квітня 2015 року після підписання Президентом закону про суспільне мовлення став UA: Перший [Архівовано 15 лютого 2017 у Wayback Machine.]. Крім новин та інтерв'ю працювала ведучою та співавторкою проекту «Зроблено в Європі» [Архівовано 4 серпня 2015 у Wayback Machine.]. Програма про євроінтеграцію країн, що колись були в СРСР та соцтаборі, про зміни, що відбулися в їхньому суспільстві і який досвід вони набули в Євросоюзі.
З вересня 2017 року була ведучою новин «24 каналу»
З березня 2018 року була ведучою інформаційних програм Радіо «НВ»
З 2 березня 2020 року Ілону Довгань разом з Лесею Вакулюк було скорочено з 24 каналу через його переформатування.
Знімалась в епізодичних ролях у фільмах: «Щасливий квиток», реж. Віталій Москаленко. Роль — ведуча новин.
Нюхач (телесеріал), реж. Артем Литвиненко. Роль — ведуча новин. (4-та серія).
Була членом журі конкурсу «Коронація слова 2015» в номінації «Гранд романи».
Проводить майстер-класи та тренінги на теми інтерв'ю, медіа- та публічного виступу.
Не була і не є членкинею жодної політичної партії.
Неодружена. Дітей немає.

### Захоплення
Любить подорожі, творчість українських письменників, зокрема твори Марії Матіос. У переліку захоплень — сучасна українська музика та народні пісні у виконанні Квітки Цісик. Улюблені актори: Одрі Гепберн, Кетрін Зета-Джонс та Джордж Клуні. Колекціонує все пов'язане з акторкою Одрі Гепберн.